# Sylvain Guillaume
Sylvain Guillaume (n. 6 iulie 1968, Champagnole⁠(d), Franche-Comté⁠(d), Franța) este un sportiv ce a reprezentat Franța, medaliat olimpic. A participat la 3 ediții ale Jocurilor Olimpice (1992, 1994, 1998) în care a câștigat o medalie de argint și o medalie de bronz.